# اللغات الماندية
اللغات الماندية فرع من اللغات النيجرية الكونغوية. يتكلم بها أكثر من 30 مليونًا في بوركينا فاسو وكوت ديفوار وغامبيا وغينيا وغينيا بيساو ومالي والسنغال. ويتكلم بها كذلك الناس في أقصى شمال بنين وليبيريا وسيراليون وشرق غينيا بيساو.